# João Paulo Borges Coelho
João Paulo Constantino Borges Coelho, kurz meist João Paulo Borges Coelho (* 1955 in Porto, Portugal) ist ein mosambikanischer Schriftsteller und Historiker.

## Leben
João Coelho wurde 1955 als Sohn eines Vaters aus Trás-os-Montes und einer Mutter aus Ibo in der portugiesischen Hafenstadt Porto geboren. Die Familie zog kurz nach seiner Geburt in die nordmosambikanische Stadt Moatize, wo sein Vater im Kohlebergbau arbeitete. Zwischenzeitlich lebte die Familie auch auf Ibo, wo Coelhos Mutter herkam, bevor sie nach Beira zog. Dort besuchte er das Liceu Pêro de Anaia in Beira.
Bereits während des Unabhängigkeitskrieges in Mosambik begann Coelho an der Universität in Maputo zu studieren. Sein Vater schickte ihn jedoch, aus Angst vor politischen Unruhen, nach Lissabon. Dort fühlte er sich nicht besonders wohl und konnte sich nicht anpassen – dann erlebte Coelho die Nelkenrevolution und damit das Ende der Diktatur in Portugal. Daraufhin beschloss er zurück nach Mosambik zu reisen, dessen Unabhängigkeit er zügig erwartete. Während er Abendkurse an der Escola Secundária Francisco Manyanga gab, studierte er Geschichte an der nun umbenannten Eduardo-Mondlane-Universität. Den Bachelor schloss er 1978 ab, die licenciatura 1986. Direkt anschließend promovierte er bis 1993 in Wirtschaft und Sozialgeschichte an der University of Bradford.
Nach seiner Promotion kehrte Coelho nach Maputo zurück und doziert dort bis heute Neuere Geschichte Mosambiks und des südlichen Afrikas. Er lehrt regelmäßig als Gastdozent an der Universität Lissabon. Coelho gehört seit langem der Eduardo-Mondlane-Universität an und ist dort in den unterschiedlichsten Gremien aktiv gewesen. Seit 1987 ist er Herausgeber von Arquivo, der Zeitschrift des mosambikanischen Nationalarchivs in Maputo. 2012 erhielt er die Ehrendoktorwürde der Universität Aveiro.
Coelho hat vor allem zur Geschichte Mosambiks im 20. Jahrhundert publiziert, mit einem besonderen Fokus auf den Befreiungskampf. Neben seinen wissenschaftlichen Publikationen veröffentlichte er 2003 seinen ersten Roman mit dem Titel As Duas Sombras do Rio, basierend auf seinen Forschungsreisen in die Region von Zumbo, dem westlichsten Ort Mosambiks am Zusammenfluss von Sambesi und Luangwa. Für seinen 2004 veröffentlichten Roman As Visitas do Dr. Valdez, in dem der Kollaps des portugiesischen Kolonialreichs und die Gründung Mosambiks beschrieben wird, erhielt er 2006 den mosambikanischen Literaturpreis Prémio José Craveirinha. 2009 erhielt Coelho den Prémio LeYa für O Olho de Hertzog, der als eine Art historischer Kriminalroman um 1918 verschiedene narrative Stränge miteinander verwebt, unter anderem eine (weitere) Fiktionalisierung der legendären Fahrt des Afrika-Luftschiffs LZ 104.

## Veröffentlichte Werke der Belletristik
- As Duas Sombras do Rio,   Editorial Caminho, 2003, ISBN   972-21-1552-9.
- As Visitas do Dr. Valdez,  Editorial Caminho, 2004,  ISBN 972-21-1641-X.
- Índicos Indícios I. Setentrião, Editorial Caminho, 2005.
- Índicos Indícios II. Meridião, Editorial Caminho, 2005.
- Crónica da Rua 513.2, Editorial Caminho, 2006,  ISBN 972-21-1781-5
- Campo de Trânsito, Editorial Caminho, 2007.
- Hinyambaan, Editorial Caminho, 2008, ISBN 972-21-1972-9.
- O Olho de Hertzog, LeYa, 2010, ISBN 978-989-660-039-6.
- Cidade dos Espelhos, Editorial Caminho, 2011, ISBN 978-972-212-398-3.
- Rainhas da Noite, Editorial Caminho, 2013, ISBN 978-972-212-652-6.
- Água – Uma novela rural, Editorial Caminho, 2016, ISBN  978-972-212-809-4.
- Ponta Gea, Editorial Caminho, 2017, ISBN  978-972-212-866-7.